# Mostra de Venise 1991
La Mostra de Venise 1991, 48e édition du festival international du film de Venise (48ª edizione della Mostra internazionale d'arte cinematografica), est un festival cinématographique qui se tient du 3 au 14 septembre 1991 à Venise, en Italie.

## Jury
- Gian Luigi Rondi (président, Italie), Silvia d'Amico Bendicò (Italie), James Belushi (É.-U.), John Boorman (Grande-Bretagne), Michel Ciment (France), Moritz de Hadeln (Suisse), Naum Klejman (Moldavie), Oja Kodar (Yougoslavie), Pilar Miró (Espagne).

## Compétition
- Ferdydurke (30 Door Key) de Jerzy Skolimowski  Pologne
- La Plage des enfants perdus (شاطئ الأطفال الضائعين - Chateh Al Atfal Ad-daine) de Jilali Ferhati  Maroc
- Chatarra de Félix Rotaeta  Espagne
- Urga (Урга — территория любви) de Nikita Mikhalkov  Russie
- La Divine Comédie (A Divina Comédia) de Manoel de Oliveira  Portugal
- Edward II de Derek Jarman  Royaume-Uni
- The Fisher King : Le Roi pêcheur (The Fisher King) de Terry Gilliam  États-Unis
- Allemagne année 90 neuf zéro de Jean-Luc Godard  France
- J'entends plus la guitare de Philippe Garrel  France
- Just Beyond That Forest (Jeszcze tylko ten las) de Jan Łomnicki  Pologne
- La Tentation de Vénus (Meeting Venus) de István Szabó  Hongrie  Royaume-Uni  Japon  États-Unis
- Mississippi Masala de Mira Nair  États-Unis
- My Own Private Idaho de Gus Van Sant  États-Unis
- L'Amour nécessaire (L'amore necessario) de Fabio Carpi  Italie
- Nuit et Jour de Chantal Akerman  Belgique
- Prospero's Books de Peter Greenaway  Royaume-Uni
- Épouses et concubines (妻妾成群, Da hong deng long gao gao gua) de Zhang Yimou  Chine
- Il muro di gomma de Marco Risi  Italie
- Cerro Torre, le cri de la roche (Cerro Torre: Schrei aus Stein) de Werner Herzog  Allemagne
- Le Visage secret (Gizli yüz) de Ömer Kavur  Turquie
- A Secret Story (Una storia semplice) de Emidio Greco  Italie
- Les Équilibristes de Nikos Papatakis  France

## Palmarès
- Lion d'or pour le meilleur film : Urga de Nikita Mikhalkov
- Grand prix spécial du jury : La Divine Comédie (A Divina Comédia) de Manoel de Oliveira
- Lion d'argent pour le meilleur réalisateur (triple ex æquo) : Zhang Yimou pour Épouses et concubines (妻妾成群, Da hong deng long gao gao gua), Terry Gilliam pour The Fisher King : Le Roi pêcheur et Philippe Garrel pour J'entends plus la guitare
- Coupe Volpi pour la meilleure interprétation masculine : River Phoenix pour My Own Private Idaho de Gus Van Sant
- Coupe Volpi pour la meilleure interprétation féminine : Tilda Swinton pour Edward II de Derek Jarman
- Lion d'or d'honneur : Mario Monicelli et Gian Maria Volontè